# 玉川村 (神奈川県)
玉川村（たまがわむら）は、神奈川県の中央部に位置した愛甲郡にかつてあった村である。
1955年2月1日に厚木町、小鮎村、南毛利村、睦合村と合併し厚木市になった。

## 歴史
- 1889年4月1日 - 町村制が施行。七沢村、小野村、岡津古久村が合併して玉川村となった。
- 1955年2月1日 - 厚木町、小鮎村、南毛利村、睦合村と合併し厚木市になった。同時に愛甲郡から離脱。